# Березуцька Валентина Федорівна
Валентина Федорівна Березуцька (28 липня 1931 , Спаське (Курська область), Центрально-Чорноземна область  — 31 січня 2019 , Москва ) — радянська і російська акторка театру і кіно, «королева епізоду». Заслужена артистка Росії (1992). Лауреатка премії «Ніка» (2004).

## Біографія
Народилася 28 липня 1931 року в селі Спаське Медвенского району Курської області. Її мати Пелагея Тарасівна була домогосподаркою. Батько Федір Лаврентійович закінчив Одеське артилерійське училище і став військовим. У 1933 році його направили на службу на Далекий Схід в село Гальонки, куди він відбув разом з родиною. У 1941 році, на початку війни, мати і дев'ятирічна Валентина були евакуйовані до Сибіру і жили там до 1944 року. Потім батько забрав їх до себе на місце служби у Ворошилов-Уссурійський, але вже в 1946 році отримав призначення в Корею, і сім'я вирушила разом з ним.
У 1955 році закінчила акторський факультет ВДІКу (майстерня Бориса Бібікова і Ольги Пижової). Акторський темперамент більше проявився в комедійній ролі служниці Химки в п'єсі Михайла Старицького «За двома зайцями», показаної на іспиті. Була розподілена в штат кіностудії «Мосфільм» та театру-студії кіноактора, де пропрацювала близько 40 років. На сцені цього театру зіграла в спектаклях «День приїзду — день від'їзду», «Позика на шлюб» та інших. Також працювала на дубляжі і озвучуванні. Тоді ж почала свій шлях у кіно, граючи, як правило, міських і сільських дівчат. Дебютувала в кіно в епізодичній ролі у фільмі 1955 року «Вольниця».
Серед найбільш помітних ролей: Настя («Тугий вузол»), Олюха («У степовій тиші»), Марія («Повінь»), Шура («Невигадані історії»), Парасковія («На завтрашній вулиці»), Мотрона («Бабине царство»), Фенічка (" Директор "), Сафарова («Весняна путівка»), М. І. Ульянова (" Поїзд у завтрашній день "), Сузгініха (" І знову Аніскін "), Аріна («Батько і син»).
Премію «Ніка» за найкращу жіночу роль у фільмі «Старі» отримала в 72-річному віці.
Чоловіком був Володимир Агєєв, в шлюбі з яким вона прожила 33 роки. Він був директором Ялтинської кіностудії, в 1970-і роки працював директором творчого об'єднання «Товариш» на «Мосфільмі», був секретарем партійної організації «Мосфільму», був директором студії «Горького», знімався як актор (помер в 1990 році). Дочка Поліна Агєєва закінчила економічний факультет ВДІКу, працювала бухгалтеркою в об'єднанні «Товариш» на «Мосфільмі».
Померла 31 січня 2019 року на 87-му році життя від гострої серцевої недостатності. Похована 2 лютого на Хованському кладовищі Москви.

## Визнання і нагороди
- 1992 — Заслужена артистка Росії.
- 2004 — Лауреатка премії «Ніка» в номінації «Найкраща жіноча роль» — за фільм «Старі».

## Фільмографія
| Рік         |   | Назва                                                                        | Роль                                                     |                    |
| ----------- | - | ---------------------------------------------------------------------------- | -------------------------------------------------------- | ------------------ |
| 1954        | ф | Про це не можна забувати                                                     | студентка                                                | ру                 |
| 1955        | ф | Вольниця                                                                     | різалка                                                  | ру                 |
| 1956        | ф | Різні долі                                                                   | сусідка Соні Орлової по гуртожитку                       | ру                 |
| 1956        | ф | Людина народилася                                                            | диспетчерка автопарку                                    | ру                 |
| 1956        | ф | Тугий вузол                                                                  | Настя                                                    | ру                 |
| 1957        | ф | Летять журавлі                                                               | Люся                                                     | ру                 |
| 1958        | ф | Іван Бровкін на цілині                                                       | членкиня бригади Бровкіна                                | ру                 |
| 1958        | ф | Солдатське серце                                                             | Світлана, дівчина Орлова                                 | ру                 |
| 1959        | ф | Балада про солдата                                                           | сільська жінка                                           | ру                 |
| 1959        | ф | У степовій тиші                                                              | Олюха                                                    | ру                 |
| 1959        | ф | Пісня про Кольцова                                                           | епізод                                                   | ру                 |
| 1961        | ф | Іван Рибаков                                                                 | продавчиня                                               | ру                 |
| 1962        | ф | Повінь                                                                       | доярка                                                   | ру                 |
| 1963        | ф | Невигадана історія                                                           | Шура, дружина Степана Івановича                          | ру                 |
| 1963        | ф | Тиша                                                                         | дружина Авер'янова                                       | ру                 |
| 1964        | ф | Викликаємо вогонь на себе                                                    | жінка в шалі біля шлагбаума                              | ру                 |
| 1963        | ф | Пропало літо                                                                 | комірниця                                                | ру                 |
| 1964        | ф | Зелений вогник                                                               | тітка Настя, водійка таксі                               | ру                 |
| 1965        | ф | Діти Дон Кіхота                                                              | Марія Іванівна, медсестра                                | ру                 |
| 1965        | ф | На завтрашній вулиці                                                         | Парасковія                                               | ру                 |
| 1965        | ф | Операція «И» та інші пригоди Шурика (новела «Напарник»)                      | пасажирка в автобусі                                     | ру                 |
| 1965        | ф | Кухарка                                                                      | Марія                                                    | ру                 |
| 1966        | ф | Постріл                                                                      | господиня                                                | ру                 |
| 1966        | ф | Душка                                                                        | Мавра, хатня робітниця Ольги Семенівни                   | ру                 |
| 1967        | ф | Зареченські наречені                                                         | Варвара, цікава сусідка                                  | ру                 |
| 1967        | ф | Зірки і солдати                                                              | медсестра                                                | ру                 |
| 1967        | ф | Кінець «Сатурна»                                                             | господиня будинку, де квартирує Черненко                 | ру                 |
| 1967        | ф | Бабине царство                                                               | Мотря                                                    | ру                 |
| 1968        | ф | Любов Серафима Фролова                                                       |                                                          | ру                 |
| 1968        | ф | Нові пригоди невловимих                                                      | дама                                                     | ру                 |
| 1968        | ф | Сім старих та одна дівчина                                                   | відвідувачка кімнати сміху                               | ру                 |
| 1969        | ф | Ад'ютант його високоповажності                                               | пасажирка                                                | ру                 |
| 1969        | ф | Увага, черепаха!                                                             | Двірничка                                                | ру                 |
| 1969        | ф | Директор                                                                     | Фенічка                                                  | ру                 |
| 1969        | ф | Ми з Вулканом                                                                | мати                                                     | ру                 |
| 1969        | ф | Про Клаву Іванову                                                            | чергова в гуртожитку                                     | ру                 |
| 1969        | ф | Звинувачуються в убивстві                                                    | тітка Тамари Антонової, завідуюча дитячим садком \|\| ру |                    |
| 1970        | ф | У лазуровому степу (новела «Продкомісар»)                                    | мати Гната                                               | ру                 |
| 1970        | ф | Потяг у завтрашній день                                                      | Марія Іллівна Ульянова                                   | ру                 |
| 1970        | ф | Місто першого кохання                                                        | мати Олени                                               | ру                 |
| 1970        | ф | Повернення «Святого Луки»                                                    | Марія Пилипівна, дружина слюсаря                         | ру                 |
| 1971        | ф | Олексіїч                                                                     | сільська вчителька                                       | ру                 |
| 1971        | ф | Телеграма                                                                    | продавчиня пиріжків                                      | ру                 |
| 1972        | ф | Слідство ведуть ЗнаТоКі. Шантаж                                              | Настя                                                    | ру                 |
| 1972        | ф | Мічений атом                                                                 | провідниця                                               | ру                 |
| 1973        | ф | Командир щасливої «Щуки»                                                     | комірниця                                                | ру                 |
| 1973        | ф | Невиправний брехун                                                           | прибиральниця                                            | ру                 |
| 1973        | с | Вічний поклик                                                                | Інютіна, мати Кир'яна, дружина Дем'яна                   | ру                 |
| 1974        | ф | Аніскін і Фантомас                                                           | Сузгініха                                                | ру                 |
| 1974        | ф | Злива                                                                        | дружина Міхєєва                                          | ру                 |
| 1974        | ф | Рейс перший, рейс останній                                                   | працівниця бази відпочинку                               | ру                 |
| 1975        | ф | Алмази для Марії                                                             | гостя Дар'ї                                              | ру                 |
| 1975        | ф | Не може бути!                                                                |                                                          | ру                 |
| 1975        | ф | Від зорі до зорі                                                             | Ганна Макарівна, Макариха                                | ру                 |
| 1975        | ф | Без права на помилку                                                         | Санькіна, продавчиня                                     | ру                 |
| 1976        | ф | Підранки                                                                     | Валюша, няня в притулку                                  | ру                 |
| 1976        | ф | Слово для захисту                                                            | Кузнєцова, начальниця Валентини                          | ру                 |
| 1976        | ф | «Сто грам» для хоробрості... (новела «Сто грам для хоробрості»)              | буфетниця Нюронька                                       | ру                 |
| 1976        | ф | Просто Саша                                                                  | санітарка в лікарні                                      | ру                 |
| 1978        | ф | Вас чекає громадянка Никанорова                                              | тітка Люба, сусідка Каті Никанорова                      | ру                 |
| 1978        | ф | Сибіріада                                                                    | Дар'я Соломіна                                           | ру                 |
| 1978        | ф | І знову Аніскін                                                              | Сузгініха                                                | ру                 |
| 1978        | ф | Недопесок Наполеон III                                                       | завуч школи                                              | ру                 |
| 1978        | ф | Весняна путівка                                                              | Сафарова                                                 | ру                 |
| 1981        | ф | Рідня                                                                        | Люба Коновалова, дружина Вовчика                         | ру                 |
| 1982        | ф | Дитячий світ                                                                 | жінка з авоською                                         | ру                 |
| 1982        | ф | Нас вінчали не в церкві                                                      | жінка на вінчанні                                        | ру                 |
| 1983        | ф | До своїх!                                                                    | Тітка Маша, чергова в гуртожитку                         | ру                 |
| 1983        | ф | Вітя Глушаков — друг апачів                                                  | контролерка в автобусі                                   | ру                 |
| 1984        | с | Михайло Ломоносов                                                            | тітка з бочкою                                           | ру                 |
| 1985        | ф | Вийти заміж за капітана                                                      | мати Олександра Блінова                                  | ру                 |
| 1985        | ф | Дикий хміль                                                                  | Парасковія Яківна Крепільнікова, працівниця фабрики      | ру                 |
| 1986        | ф | Тривалий іспит                                                               | Клавдія Кузьмівна, доярка, мати Світлани і Ліди          | ру                 |
| 1986        | ф | Парасолька для молодят                                                       | провідниця в поїзді                                      | ру                 |
| 1986        | ф | В бездоріжжя                                                                 | колгоспниця                                              | ру                 |
| 1989        | ф | Аварія — дочка мента                                                         | пасажирка автобуса в окулярах                            | ру                 |
| 1989        | ф | Бризки шампанського                                                          |                                                          | ру                 |
| 1990        | ф | В смузі прибою                                                               | тітка Поля                                               | ру                 |
| 1990        | ф | Хомо новус                                                                   |                                                          | ру                 |
| 1991        | ф | Єралаш № 84. Дітям до 16 ...                                                 | білетерка                                                | ру                 |
| 1991        | ф | Геніальна ідея                                                               |                                                          | ру                 |
| 1991        | ф | Поки грім не вдарить                                                         |                                                          | ру                 |
| 1991        | ф | Слід дощу                                                                    |                                                          | ру                 |
| 1992        | ф | Анкор, ще анкор!                                                             | Учасниця хору                                            | ру                 |
| 1992        | ф | Міняйли                                                                      |                                                          | ру                 |
| 1992        | ф | Виконавець вироку                                                            |                                                          | ру                 |
| 1993        | ф | Стрілець неприкаяний                                                         | касирка в продуктовому магазині                          | ру                 |
| 1995        | ф | Любити по-російськи                                                          | сільська мешканка                                        | ру                 |
| 1995 — 2001 | с | На розі, у Патріарших                                                        | Раїса Максимівна Шакурова, двірничка                     | ру                 |
| 1996        | ф | Любити по-російськи-2                                                        | жінка у в'язниці                                         | ру                 |
| 1996        | ф | Старі пісні про головне 2                                                    | працівниця будинку культури (в титрах не вказано)        | ру                 |
| 1999        | ф | Небо в алмазах                                                               | двірничка                                                | ру                 |
| 1999        | ф | Президент і його внучка                                                      | костюмерка                                               | ру                 |
| 2000        | ф | ДМБ-002                                                                      | какинська бабуся                                         | ру                 |
| 2000        | ф | Любовь.ru                                                                    |                                                          | ру                 |
| 2000        | с | Марш Турецького                                                              | Валентина Федорівна Агєєва                               | ру                 |
| 2000        | ф | Тихі вири                                                                    | жінка з відрами                                          | ру                 |
| 2000        | ф | Третього не дано                                                             |                                                          | ру                 |
| 2001        | с | Дракоша і компанія (серіал)                                                  | бабуся Клава                                             | ру                 |
| 2001        | ф | Шукачі                                                                       | бабуся Вєні                                              | ру                 |
| 2001        | ф | Лисиця Аліса                                                                 | бабця                                                    | сусідка / ру       |
| 2001        | ф | Не покидай мене, любов                                                       | нянечка в лікарні                                        | ру                 |
| 2001        | ф | Свято                                                                        | баба Гала                                                | ру                 |
| 2001        | с | Сімейні таємниці                                                             |                                                          | ру                 |
| 2002        | ф | Антикілер                                                                    | перехожа з візком                                        | ру                 |
| 2002        | ф | Копійка                                                                      | прибиральниця, старенька                                 | ру                 |
| 2002        | ф | Лінія захисту                                                                | сусідка                                                  | ру                 |
| 2002        | ф | Ха!                                                                          |                                                          | ру                 |
| 2002        | ф | Займемося любов'ю                                                            | епізод                                                   | ру                 |
| 2003        | с | Адвокат                                                                      | нянечка в лікарні                                        | ру                 |
| 2003        | ф | Антикілер-2                                                                  | Валентина Федорівна                                      | ру                 |
| 2003        | с | Повернення Мухтара                                                           | зла бабка                                                | ру                 |
| 2003        | ф | За тридев'ять земель                                                         | Водяниця                                                 | ру                 |
| 2003        | ф | Моя рідня                                                                    | баба Зіна                                                | ру                 |
| 2003        | с | П'ятий ангел                                                                 |                                                          | ру                 |
| 2003        | ф | З любов'ю, Ліля                                                              | тітка Валя, адміністраторка готелю                       | ру                 |
| 2003        | ф | Баби                                                                         | Текле                                                    | ру                 |
| 2003        | ф | Француз                                                                      | мати Карпенко                                            | ру                 |
| 2003 — 2004 | с | Вулиця Сезам                                                                 | продавчиня                                               | ру                 |
| 2004        | с | Завжди говори «завжди» 2                                                     | бабуся Костіна                                           | ру                 |
| 2004        | ф | Шкіра саламандри                                                             | санітарка                                                | ру                 |
| 2004        | ф | Дрібнота                                                                     | матінка Пелагея                                          | ру                 |
| 2004        | ф | Про любов в будь-яку погоду                                                  | бабця                                                    | ру                 |
| 2004        | ф | Сліпий                                                                       | баба Даша                                                | ру                 |
| 2004        | ф | Тобі, який не знав мене                                                      |                                                          | ру                 |
| 2004        | ф | Не хлібом єдиним                                                             | Ликера Павлівна                                          | ру                 |
| 2005        | ф | Володимирський централ                                                       |                                                          | ру                 |
| 2005        | с | Найкрасивіша                                                                 | жінка в магазині                                         | ру                 |
| 2006        | ф | Єралаш № 196 Поговорили...                                                   | бабуся в електричці                                      | ру                 |
| 2006        | ф | Денна Варта                                                                  | старенька біля метро «ВДНХ»                              | ру                 |
| 2006        | ф | Погоня за ангелом                                                            | Віра Семенівна                                           | ру                 |
| 2006        | ф | Слабкості сильної жінки                                                      | епізод                                                   | ру                 |
| 2007        | с | Експерти (фільм № 6 «Закляті друзі»)                                         | баба Валя, мати Якова Скворцова                          | ру                 |
| 2007        | с | Особисте життя доктора Селіванової                                           | баба Валя, знахарка                                      | ру                 |
| 2007        | ф | На мосту                                                                     |                                                          | ру                 |
| 2007        | ф | Слуга Государевий                                                            | жителька села                                            | ру                 |
| 2007        | с | Євлампія Романова. Слідство веде дилетант 3 (фільм № 7 «Канкан на поминках») | баба Олена                                               | ру Шаблон:Усеріалі |
| 2008        | ф | Жінка бажає знати ...                                                        | вахтерка                                                 | ру                 |
| 2010        | ф | Залізти на місяць                                                            | сусідка                                                  | ру                 |
| 2011        | ф | Вождь разнокожих                                                             | Марія Іванівна, прибиральниця                            | ру                 |
| 2011        | с | Каменська-6 (фільм № 2 «Проста комбінація»)                                  | Марія Семенівна, господиня будинку в Реченську           | ру                 |
| 2011        | с | МУР. Третій фронт                                                            | епізод                                                   | ру                 |
| 2011        | ф | Нелюбий                                                                      | бабуся Льови                                             | ру                 |
| 2011        | с | Операція «Горгона»                                                           | Мотря Василівна                                          | ру                 |
| 2012        | ф | Роман з кокаїном                                                             | Степанида                                                | ру                 |